# Ramona Ramsenthaler
Ramona Ramsenthaler (* 1958) ist eine deutsche Diplompädagogin für Germanistik und Geschichte. Nach dem Studium an der damaligen Pädagogischen Hochschule Potsdam arbeitete sie zunächst als Lehrerin. Seit 2007 leitet sie die Mahn- und Gedenkstätten Wöbbelin in Mecklenburg-Vorpommern. Für ihr Engagement im Bereich der historisch-politischen Bildung wurde sie 2019 mit dem Bundesverdienstkreuz geehrt.